# 方棋
方棋，是流傳於中國北方各省的一類兩人傳統棋類的總稱，吃子方式是像直棋採用成型吃子，規則、棋名與棋盤隨各地略有不同。

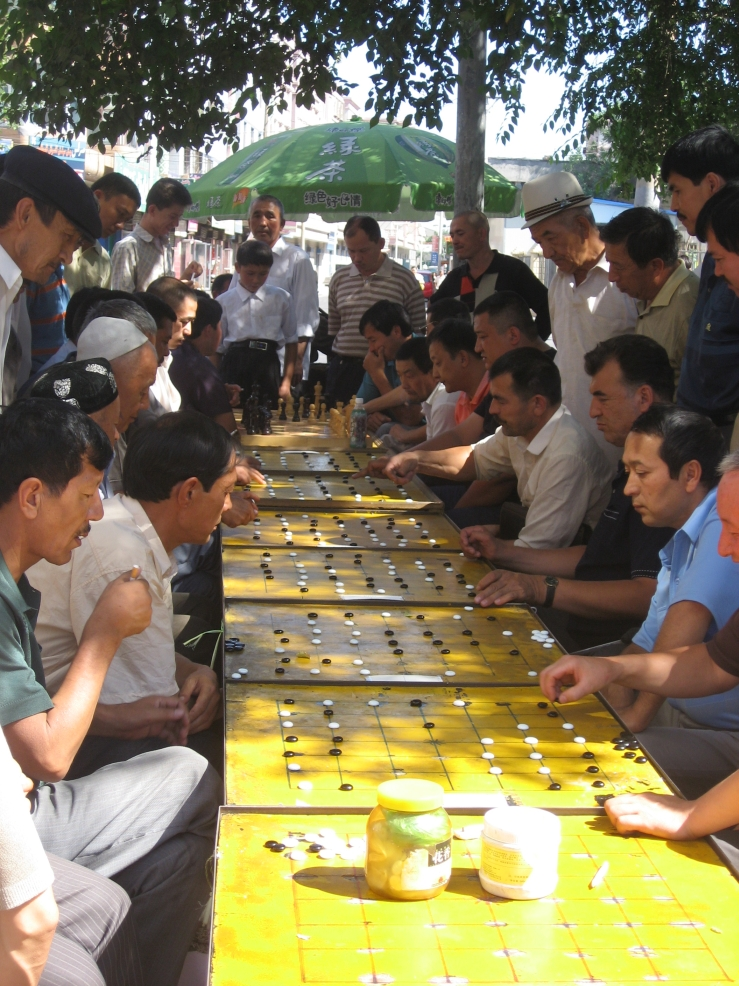
新疆方棋

## 歷史
在唐朝時就疑似有此類棋。王建《夜看美人宮棋》：「宮棋佈局不依經，黑白分明子數停。」、白居易《代書詩一百韻寄微之》：「度日曾無悶，通宵靡不為，雙聲聯律句，八面對宮棋。」 趙光遠《詠手》之二：「象床珍簟宮棊處，拈定文楸占角邊。」清朝翟灝在 《通俗編•俳優》註解說：「今人先以棋子黑白雜佈局中，各認一子為標，左右巡拾，拾竟，以所得多寡較勝負。有挨三、頂四、擦七、馱八等罰例，謂之逼棋，蓋即此耳。」指出遊戲類似花方。
各地玩法有許多，如光是河南鞏義下的米河鎮、涉村鎮、孝義鎮、北山口鎮、康店鎮等地的玩法就不統一，下前就要事先講定，否則過程就會發生爭吵。
有些還具跳棋、夾棋的吃法，如藏族跳方棋、花棋、尼格爾棋。歐洲也有類似機制的棋，如肯辛頓方棋。

## 棋具
- 棋盤以縱橫線組成。
- 棋子以顏色或形狀區別，各方枚數約等於棋點總數一半，奇數路線的棋盤，先行方棋子比後行方多一枚。

## 通規
- 遊戲分為三階段：放子、逼子與走子。
- 放子：輪流將一枚己棋放入空棋位，放完棋子後進入逼子階段。
- 逼子：若滿盤，各選一枚敵棋移出遊戲，奇數路棋盤為後行方先選，偶數路棋盤為先行方先選，然後進入走子階段。
- 走子：輪流沿線移動一枚己棋，多數為只能移動一格至空鄰點。
- 採用成形吃，一般在下子或走子階段，只要己棋排成規定的排列之就移除規定數量的敵棋，以未成型的敵棋為優先。共有的吃法是四枚己棋在同格組成正方形，吃掉一枚敵子；若是六枚在兩格組成長方形，則吃兩枚敵子，以此類推。
- 使敵棋數量降到無法成型吃子則獲勝。
- 多數地方規則對無法移動並無說明。有軟體是無法移動者輸掉遊戲[2]；有軟體是再進行逼子，無法行動者先選[3][4]。

## 各地類型

### 五路棋盤

#### 成龍成方（大興區）
- 流傳於北京大興區。
- 放子：不能放於四角處的空棋點。
- 吃子
  - 成龍：五枚棋子以縱、橫方向連成直線，吃掉敵方三子。
  - 成方：四枚棋子在同格組成正方形，吃掉敵方一子。[5]

#### 成龍成方（固安縣）
- 流傳於河北固安縣。
- 非成型吃的棋子稱為散子。
- 放子：不能放於四角處的空棋點。
- 吃子
  - 成龍：五枚棋子以縱、橫方向連成直線，放子階段增兩枚，走子階段吃兩枚。
  - 成方：四枚棋子在同格組成正方形，放子階段增一枚，走子階段吃一枚。[6]

#### 掐方（青海）
- 流傳於青海東部。
- 去子：不吃子，而是在下子或走子階段，改將棋子還給對方使用。
  - 成杠：五枚棋子以縱、橫方向連成直線，去掉敵方三子，然後在該線作標記，表示不能在該線成杠。
  - 成方：四枚棋子在同格組成正方形，吃掉敵方一子，然後該方格作標記，表示不能在該格成方。
- 先佔領所有棋點獲勝。[7]

#### 五棍棋
- 流傳山東，在諸城稱為「五大棍」、「五棍」、「擱五棍」，在新泰称为「五周」、臨沂稱為「五虎棋」、「五周棋」[8]、嶗山石老人村等地稱為「五夫」[9][10]。
- 吃子：在放子階段，被吃的子先作記號，等走子階段前開始才一齊提取。
  - 通天：五枚棋子以斜方向連接兩角，吃掉敵方五子。
  - 五虎（五福、五通）：五枚棋子以縱、橫方向連成直線，吃掉敵方四子。
  - 四斜：四枚棋子以斜方向連接兩鄰邊，吃掉敵方三子。
  - 三斜：三枚棋子以斜方向連接兩鄰邊，吃掉敵方二子。
  - 成方（井口、小方、小斗）：四枚棋子在同格組成正方形，吃掉敵方一子。[4][8][9][10]

#### 大邊棋
- 俗稱「下大邊」，是流傳於東北地區滿族。
- 吃子：在放子階段，被吃的子先作記號，等走子階段前開始才一齊提取。
  - 通天杠：五枚棋子以斜方向連接兩對角。吃掉敵方四子。
  - 大老虎爪（大老虎）：一枚棋在中心，四枚在四角點，吃掉敵方四子。
  - 大邊：五枚棋子以縱、橫方向連成直線，吃掉敵方三子。
  - 小老虎爪（小老虎）：一枚棋在中心，四枚在每邊第二線的交點，吃掉敵方三子。
  - 四斜（四星）：四枚棋子以斜方向連接兩鄰邊線，吃掉敵方二子。
  - 三斜（三星）：三枚棋子以斜方向連接兩鄰邊，吃掉敵方一子。
  - 口字（口字）：四枚棋子在同格組成正方形，吃掉敵方一子。[11][12]

#### 五伏
- 流傳於山東青島畢家上流村。
- 吃子：在放子階段記不選擇吃定的棋子，而是記可吃的數量，等逼子階段開始才一齊提取，先行方先，再後行方。
  - 邊伏：五棋子以縱、橫方向在邊線連成直線，吃掉一敵棋。
  - 二伏：五枚棋子以縱、橫方向在二線連成直線，吃掉二敵棋。
  - 三伏：五枚棋子以縱、橫方向在三線連成直線，吃掉三敵棋。
  - 五伏（通天）：五枚棋子以斜方向連接兩角，吃掉五敵棋。
  - 四斜：四枚棋子以斜方向連接兩鄰邊，吃掉三敵棋。
  - 三斜：三枚棋子以斜方向連接兩鄰邊，吃掉一敵棋。
  - 小中：四枚棋子在同格組成正方形，吃掉敵方一子。[13]

#### 方帶斜
- 流傳於河南靈寶市。
- 增子：在放子階段成子，每成一種就多放一定數量的己棋。多放的棋子若也成子，繼續增子。
- 走子：由後下方先或落後者先，需事先商訂。
- 吃子：在走子階段成子，每成一種就要吃掉一定數量的敵方散子。
  - 五斜（老通）：五枚以斜方向連接兩鄰邊，放子階段增三枚，走子階段吃三枚。
  - 四斜：四枚以斜方向連接兩鄰邊，放子階段增二枚，走子階段吃二枚。
  - 三斜：三枚以斜方向連接兩鄰邊，放子階段增一枚，走子階段吃一枚。
  - 鞭杆：五棋子以縱、橫方向在連成直線，放子階段增二枚，走子階段吃二枚。
  - 上方：六枚棋子在同格組成長方形，放子階段增二枚，走子階段吃二枚。
  - 成方：四枚棋子在同格組成正方形，放子階段增一枚，走子階段吃一枚。[14]

### 六路棋盤

#### 成方
- 流傳於山西定襄。
- 吃子：四枚己棋排列成正方形，所框大小不拘，吃掉敵方一子。在放子階段，被吃的子先作記號，等走子階段開始才一齊提取。[15]

#### 六州棋
- 又稱「六周棋」，流傳於安徽、湖北、河北、山東等省份，魯南稱為「擱六州」[16]，費縣稱為「安六棋」[17]，淮南稱為「六洲棋」[18]，連雲港一帶稱為「六路州」[19]。出生於江蘇的司馬中原童年玩過此棋，稱為「六路州」，有「成方」、「成州」、「倒倒方」、「倒倒州」等術語[20]。也有稱為「开方」，从方移动出来叫「开方」，反之叫「上方」，既是开方也是上方，称为「倒倒方」[21]。
- 走子：後下方先。
- 吃子：不可連續用同一枚子成型吃子。在放子階段，被吃的子先作記號，等走子階段開始才一齊提取。
  - 成六（上六、成州）：六枚棋子以縱、橫方向連成直線，吃掉敵方兩子。
  - 成方（上方）：四枚棋子在同格組成正方形，吃掉敵方一子。[16]

#### 成方
- 流傳於陝西延安等地。
- 逼子：在放子階段記不選擇吃定的棋子，而是記可吃的數量，等逼子階段開始才一齊提取。若兩方放子階段皆無成方，則各去敵方一子或自棄一子。
- 若行棋使敵方無棋可走，則己方需將一枚己棋移除遊戲，讓敵方可走。
- 吃子
  - 邊溜：六枚棋子在邊線以縱、橫方向連成直線，吃掉敵方一子。
  - 中溜：六枚棋子在非邊線以縱、橫方向連成直線，吃掉敵方兩子。
  - 一方：四枚棋子在同格組成正方形，吃掉敵方一子。[22]

#### 花方
- 流傳於陝西延安等地。
- 無走子階段，初始佈置為兩方棋子交錯擺滿棋盤。
- 逼子：兩人各選一枚己棋移出遊戲。
- 其餘同當地的成方。[22]

#### 擺方
- 流傳於河南盧氏縣。
- 放子：不能放於四角處的空棋點。
- 走子：後下方先。
- 吃子：在放子階段記不選擇吃定的棋子，而是記可吃的數量，等逼子階段開始才一齊提取，先行方先，再後行方。
  - 鞭杆：六枚棋子以縱、橫方向連成直線，吃掉二敵棋。
  - 五股子：五枚棋子以斜方向連接兩鄰角，吃掉二敵棋。
  - 四股子：四枚棋子以斜方向連接兩鄰邊，吃掉一敵棋。
  - 三股子：三枚棋子以斜方向連接兩鄰邊，吃掉一敵棋。
  - 一方：四枚棋子在同格組成正方形，吃掉敵方一子。[23]

#### 六道棋
- 流傳於安徽省太和縣、阜南縣等地。在河南周口一帶稱為「大方棋」[24][25]，為河南省省級非物質文化遺產名錄[26]。
- 組成型吃的棋子稱為成子，反之稱為散子。
- 逼子：兩人各選移除三枚敵方散子，若不足則由對方自己挑選。
- 增子：在放子階段成子，每成一種就多放一定數量的己棋。但多放的棋子若也成子，就不再增子。
- 吃子：在走子階段成子，每成一種就要吃掉一定數量的敵方散子。
  - 龍：六枚在以縱橫方向連成直線，但中間四枚不能在邊線，放子階段增三枚，走子階段吃三枚。
  - 六斜（通州）：六枚以斜方向連接兩對角，放子階段增四枚，走子階段吃四枚。
  - 五斜：五枚以斜方向連接兩鄰邊，放子階段增三枚，走子階段吃三枚。
  - 四斜：四枚以斜方向連接兩鄰邊，放子階段增二枚，走子階段吃二枚。
  - 三斜：三枚以斜方向連接兩鄰邊，放子階段增一枚，走子階段吃一枚。
  - 方：四枚棋子在同格組成正方形，放子階段增一枚，走子階段吃一枚。[27][28]

### 七路棋盤

#### 新疆方棋
- 流傳於新疆回族，據稱是由陝、甘、寧等地傳入新疆，已有上百年[29]。與寧夏方棋差別在棋盤與棋數，有「头码」、「二码」、「长腰」、「短腰」、「五花子」、「六角子」、「八圆圆」等术语，数枚棋子组成的长条被叫作「黄瓜」，由多子组成的厚实方阵叫作「车」；而「背车」则不可阻挡、「铁车」又牢不可破、「塔（音）板车」威力无穷[30]。
- 逼子：在放子階段記不選擇吃定的棋子，而是記可吃的數量，等逼子階段開始才一齊提取。先成方者先。若兩方放子階段皆無成方，則各去敵方一子。若只有一方成方，則去掉等於成方數再加一的敵棋，未成方者只能去敵方一子。
- 走子：步數不限，不得越子。
- 吃子：只要每組成一個四枚己棋緊鄰相連的小正方形，就吃掉敵方一子。若同時成為多個方形，則乘以方形數量。
  - 倒頭方：不能連續兩次都以同一方形吃子。[31]

#### 掐方（關中）
- 流傳於關中地區[32][33]，為華縣非物質文化遺產[34]。
- 棋盤中央區域劃有同於中國象棋的九宮，棋子在內可斜行。
- 下子：先手方第一著需下在中心點。
- 吃子
  - 溜：七枚棋子以縱、橫方向連成直線，吃掉敵方三子。
  - 單方：四枚棋子在同格組成正方形，吃掉敵方一子。[35]

#### 丟方
- 流傳於陝西，當地俗稱「丟方」、「揪方」、「糾方」、「搭方」[36]，也是當地東幹族的傳統遊戲[37]，又依據能不能圍吃分為「圍方」、「恬方」[38]，在安康市有舉辦過比賽[39]。
- 放子有書是記載不能放在四角。[36]
- 走子：步數不限，不得越子。
- 吃子：在放子階段，被吃的子先作記號，等走子階段開始才一齊提取。
  - 圍：包圍住敵方棋塊的四邊，吃掉該棋塊。此規則只有在「圍方」有。
  - 溜：等於棋邊數的棋子以縱或橫方向連成直線，吃掉敵方同樣數量棋子。
  - 一方：四枚棋子在同格組成正方形，吃掉敵方一子。[38]

#### 久棋
- 流傳於藏族。安多地区为主。
- 14路为主规则复杂，与方棋只成方吃相同，增加有跳吃，与方棋差别较大。其可从6x6,7x7,8x8,9x9,10x10,14x14多个规格选择，根据游戏时间选择。其中7x7可归为此类，但更应单独分类。
- 走子：沿線一格至空鄰點。若棋子剩下十四枚以下，可自由移動至任何空點。
- 吃子
  - 槍：十四枚棋子以縱、橫方向連成直線，吃掉敵方兩子。
  - 方：四枚棋子在同格組成正方形，吃掉敵方一子。
- 其餘規則不詳。[40]

### 七路八路棋盤
- 流傳於寧夏回族，當地俗稱「下方」，收錄於宁夏的自治区级非物质文化遗产代表作名录[41]。
- 棋盤為7*8路，其餘與新疆方棋相同。[42]

## 其他類型

### 扎槍擓籮頭
- 流傳於中原地區。與其他方棋有很大差異。
- 五或六路棋盤。
- 只有下子階段。
- 當三枚的同方棋子占據一方格的三角時，稱為「籮頭」，另一方若下子占據最後一角，則移除前者該方格的三枚棋子，換成己棋，稱為「擓了籮頭」。
- 當三枚或以上的同方棋子緊連一縱或橫線，稱為「槍架」，另一方若下子接在任一端，則移除前者該連線的棋子，換成己棋，稱為「札槍」。
- 棋盤滿盤時，子多者勝。[43]